# Kornrasterverfahren
Als Kornrasterverfahren bezeichnet man ein fotografisches Verfahren der Farbfotografie, das nach der additiven Farbmischung arbeitet.

## Funktionsweise
Bei fotografischen Filmen oder Platten, die nach dem Kornrasterverfahren arbeiten, befinden sich vor der Emulsionsschicht eines Schwarzweißfilms Farbstoffpartikel, die in den drei additiven Grundfarben eingefärbt sind; diese Partikel sind – im Gegensatz zum Linienrasterverfahren – unregelmäßig angeordnet und wirken bei der Aufnahme und Projektion wie Farbfilter.
Beispiele für Kornrasterfilme sind:
- Cinécolor von Lumière,
- Lignose, ein Naturfarbenfilm.

Auch die Autochromes arbeiteten nach dem Kornrasterverfahren. Die Autochromplatte darf nicht mit dem Autochromverfahren der Drucktechnik verwechselt werden.

## Geschichte und Entwicklung
Die Grundlagen der Farbfotografie gehen auf Experimente von James Clerk Maxwell aus dem Jahr 1861 zurück, die auf den zu Beginn des 19. Jahrhunderts von Thomas Young entwickelten Theorien über die physiologischen Grundlagen der Farbwahrnehmung basierten. Erste praktische Anwendungen für die Fotografie wurden entwickelt von Louis Ducos du Hauron (1837-1920; Rasterverfahren, 1875) und Charles Cros (1842-1888) sowie Frederic Ives (1888).
Frühe additive Verfahren der Farbfotografie wurden entwickelt mit der Farbrasterplatte von James W. McDonough (1892), bei der eine Glasplatte mit Farbpulverteilchen eingefärbt und anschließend mit einer Emulsionsschicht übergossen wird (erste Autochrome-Platte), und dem Linienrasterverfahren von John Joly (1894/95; Joly-Verfahren).
Das Kornrasterverfahren setzte sich jedoch erst 1904 mit den Autochromes von Auguste und Louis Lumière durch; dabei wurden aus rohen und zerkleinerten Kartoffeln transparente Stärkekörner mit einem Korndurchmesser von 15 bis 20 µm gewonnen, die zu gleichen Volumenanteilen mit den Farbstoffen Blau, Grün und Rot eingefärbt und nach dem Trocknen gemischt wurden. Dieses Mixtur wurde anschließend mit einer Dichte von etwa 7000 bis 8000 Kartoffelstärkekörnern pro Quadratmillimeter Oberfläche auf eine Glasplatte aufgebracht, die mit einem Leim versehen war; auf diese Mehrfilterschicht wurde anschließend eine panchromatische Emulsion aufgegossen. Durch eine Umkehrentwicklung erhielt man dann ein farbiges Diapositiv. Dieses Verfahren wurde in Dresden erstmals 1907 vorgestellt und bis etwa 1935 eingesetzt.
Bereits 1908 setzte der Dornbirner Arzt, Musiker und Fotograf Franz Bertolini (1875-1965) die Lumière-Platten mit Kornrasterverfahren ein; bis 1925 belichtete er Hunderte von Autochromen, von denen rund 600 nahezu unbeschädigt erhalten geblieben sind; eine Auswahl dieser frühen Farbaufnahmen Bertolinis wurden in dem von Hanno Platzgummer herausgegebenen Band Farben aus der Dunkelkammer (Haymon Verlag, 1996) veröffentlicht.
1916 brachte Agfa Autochrome- und Kornrasterplatten als kommerzielle Produkt auf den Markt; in der industriellen Fertigung wurden die Stärkekörner durch Dextrinkörner und Harzpartikel als Lichtfilter ersetzt.